# Casato di Croÿ

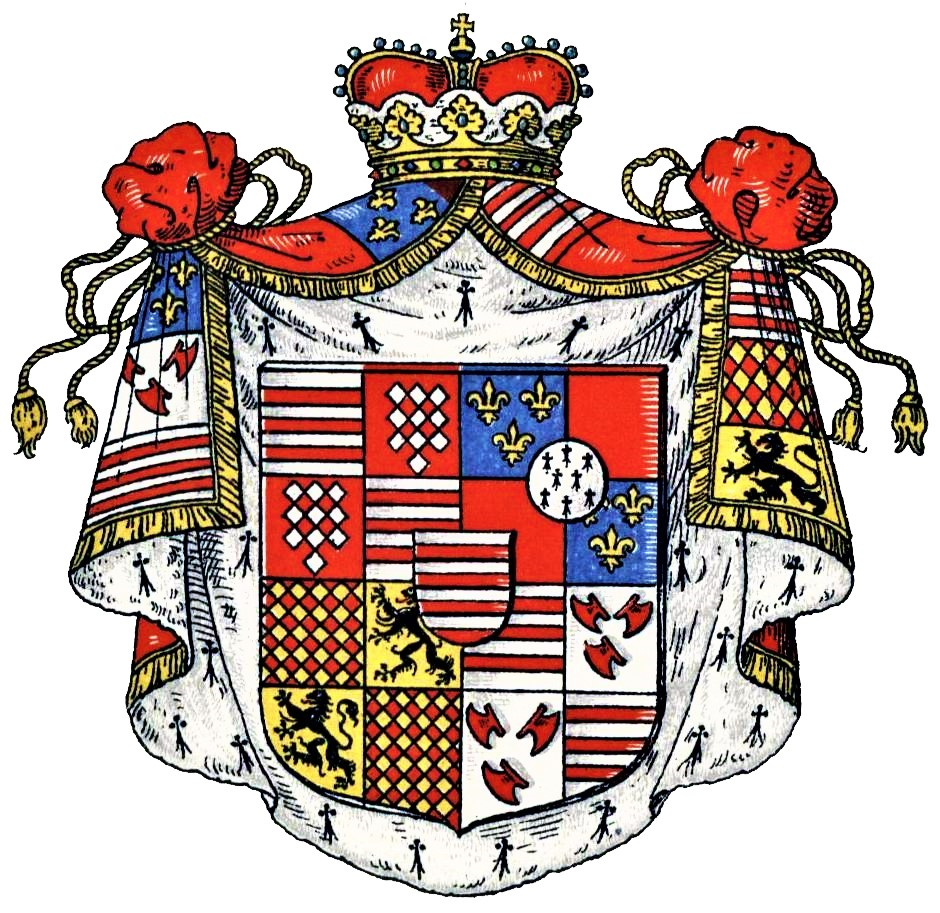
Stemma della Casata di Croÿ

Il Casato di Croÿ (pronuncia francese: [kʁui]) è una famiglia internazionale di nobiltà europea mediatizzata che tenne un seggio nella Dieta imperiale dal 1486 e fu elevata al rango di principi imperiali nel 1594. Nel 1913 la famiglia aveva rami in Belgio, Francia e Prussia.
Questa casata dinastica, che originariamente adottò il nome dal Castello di Croÿ nell'odierna Piccardia, rivendicò di discendere dall'ungherese principe Marc che si sarebbe trasferito nel 1147 in Francia, dove sposò un'ereditiera della baronia di Croÿ. La famiglia Croÿ salì alla ribalta sotto i Duchi di Borgogna. In seguito diventarono attivamente coinvolti nella politica complessa di Francia, Spagna, Austria e Paesi Bassi.
Tra i membri più illustri del Casato di Croÿ ci furono due vescovi-duchi di Cambrai: due cardinali (di cui uno fu anche arcivescovo di Toledo e un altro fu arcivescovo di Rouen); cinque vescovi (di Thérouanne, Tournai, Cammin, Arras e Ypres); un primo ministro di Filippo il Buono, un ministro delle Finanze, primo ministro Ammiraglio Capo, padrino e tutore dell'imperatore Carlo V (egli stesso padrino di altri Croÿ); un principe di Masovia, un Grand-Bouteiller, un Grand-Maitre e un maresciallo di Francia, un gran scudiero del Re di Spagna; diversi marescialli di campo imperiali e venti generali, 4 ministri delle Finanze dei Paesi Bassi; un paio di governatori dei Paesi Bassi e Belgio, un feldmaresciallo russo, numerosi ministri, ambasciatori e senatori in Francia, Austria, Belgio, e un record di 32 cavalieri dell'Ordine del Toson d'oro.

## I Croÿ di Borgogna
Jean I de Croÿ fu responsabile dell'ascesa della sua famiglia a una posizione di potere supremo nella Borgogna medioevale. Servì Filippo l'Ardito e suo figlio Giovanni il Senza Paura in qualità di consigliere e ciambellano. Nel 1384 sposò una ricca ereditiera, Marie de Craon, facendo causa con successo alla famiglia del suo primo marito dopo la sua morte. Nel 1397 Jean acquistò la signoria di Chimay, che sarebbe diventata un dominio centrale della famiglia Croÿ. Quattro anni dopo fu designato governatore dell'Artois e condusse gli eserciti ducali contro i cittadini ribelli di Liegi. Fu registrato come Gran Bouteiller del Re di Francia nel 1412, quando pose l'assedio a Bourges. L'anno seguente, Isabella di Baviera lo fece arrestare e incarcerare nel castello di Montlhéry, da dove fuggì. Jean, insieme a due dei suoi figli, fu ucciso nella battaglia di Agincourt il 25 ottobre 1415.

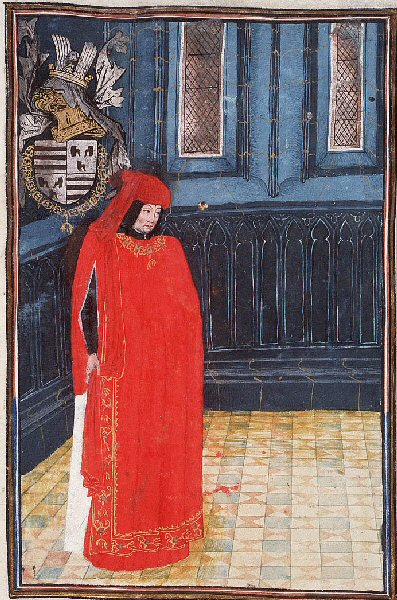
Antoine le Grand, rappresentato in una miniatura (ca. 1390)

Antoine I le Grand, figlio maggiore ed erede di Jean I, fu una figura chiave nella politica francese del XV secolo. Per assicurarsi la carica di governatore generale dei Paesi Bassi e Lussemburgo, presiedette il partito filo-francese alla corte di Filippo il Buono e fu uno dei giudici al processo per tradimento nel 1458 del Duca di Alençon. Come suo padre, guidò gli eserciti francese e borgognone contro Liegi e si distinse nella battaglia di Brouwershaven, combattendo contro gli inglesi. Durante una missione alla corte del Duca di Berry fu implicato nell'assassinio del Duca d'Orléans e di conseguenza subì la tortura nel Castello di Blois.
Dopo essersi liberato da questa difficile situazione, Antoine usò il suo potere per espandere i possedimenti della sua famiglia: nel 1429 ottenne la signoria e la titolo nobiliare di Le Rœulx; tre anni dopo sposò una principessa di Lorena che portò Aarschot alla sua famiglia in dote; nel 1446 acquistò il Castello di Montcornet e lo ricostruì completamente. Nel 1438 acquistò il Castello di Porcien e fu creato Conte di Porcéan e Guînes da Carlo VII nel 1455. Un anno prima, aveva dato in moglie la figlia al conte Luigi I del Palatinato-Zweibrücken al fine di aumentare la sua influenza nell'orbita del Sacro Romano Impero.
Con Carlo il Temerario, il futuro duca di Borgogna, fu ai ferri corti, specialmente dopo essersi scontrati per l'eredità di Giovanna d'Harcourt, contessa di Namur. Al momento dell'ascesa di Carlo, Antoine fu accusato di tramare con gli astrologi per realizzare la caduta del Duca e fu costretto a fuggire in Francia. In Francia partecipò all'incoronazione di Luigi XI, e fu scelto come padrino per il futuro Luigi XII. Non fu prima che compisse 83 anni che egli stesso si riconciliò con Carlo e gli fu permesso di recuperare le sue proprietà in Borgogna. Morì o nel 1475 o 1477 e fu sepolto nel Porcien.
Agnes de Croÿ fu sua sorella e amante del duca Giovanni il Senza Paura, da cui ella ebbe un figlio naturale il futuro vescovo di Cambrai e arcivescovo di Treviri. Diverse famiglie nobili del Belgio e Paesi Bassi discendono dagli undici figli illegittimi di questo prelato.
I rami di Croÿ-Arschot-Havré e Croÿ-Rœulx provengono da due figli di Antoine, Philippe I e Jean III, mentre suo fratello minore, Jean II, fu il capostipite della linea unica esistente della famiglia, quella di Croÿ-Solre. Tutte e tre le linee dimostrano un complesso schema di matrimoni misti, in modo che proprietà e titoli rimanessero all'interno della famiglia il più a lungo possibile.

## Ramo di Croÿ-Aerschot

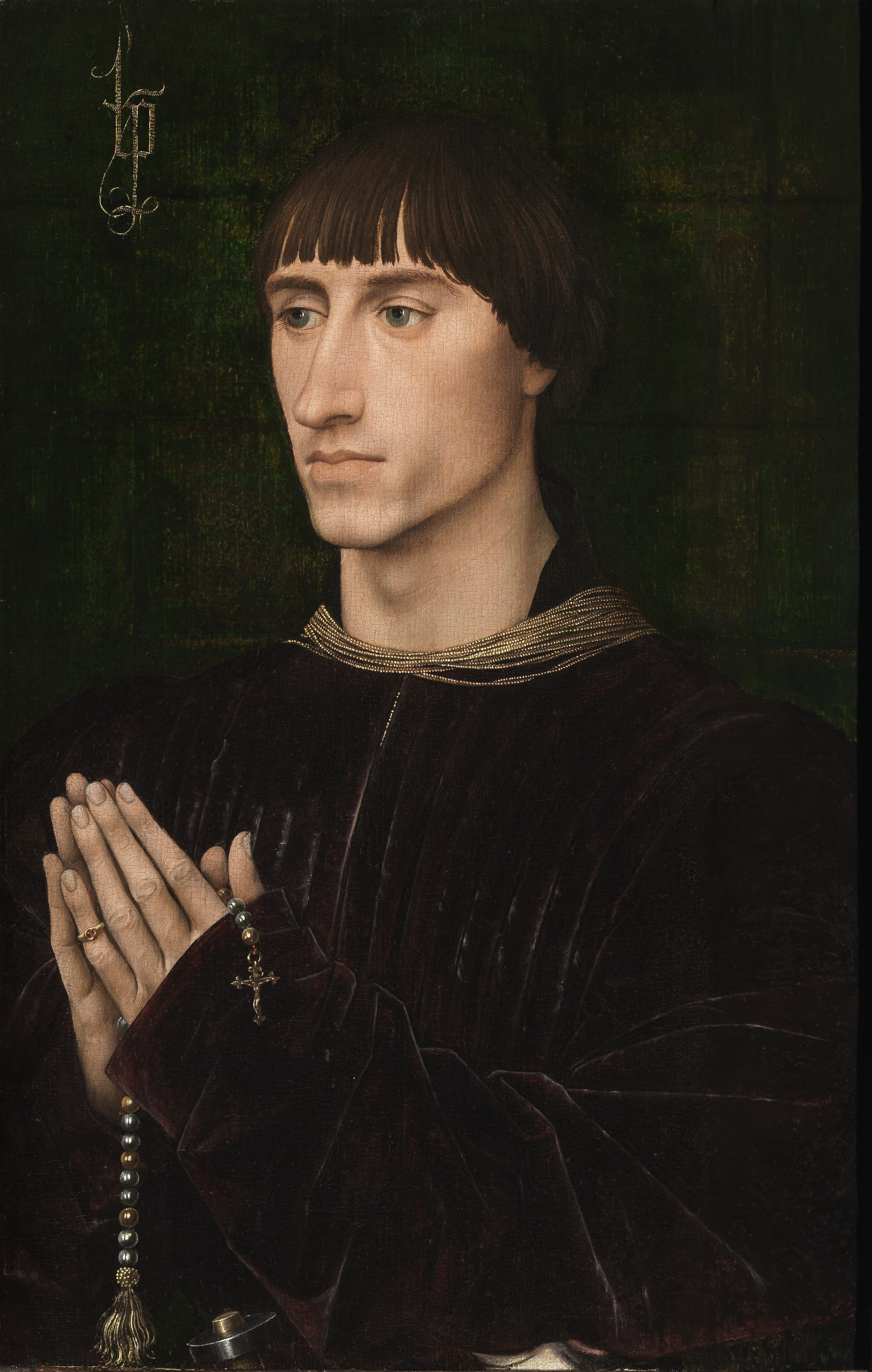
Ritratto di Philippe I de Croÿ, dipinto da Rogier van der Weyden

Ad Antoine succedette come conte di Porcéan dil figlio maggiore Philippe I de Croÿ, governatore di Lussemburgo e Ligny. Philippe I de Croÿ era stato cresciuto insieme a Carlo il Temerario, che organizzò il matrimonio di Philippe con Jacqueline di Lussemburgo. Il padre della sposa era estremamente contrario all'alleanza e tentò di vincere sua figlia con la forza, ma il Conte di Porcéan chiuse i confini del Lussemburgo e annunciò che il matrimonio era stato consumato. Nel 1471 Philippe sconfisse il Re di Francia con 600 cavalieri, ma ritornò in Borgogna per combattere per Carlo durante la Battaglia di Nancy. Durante la battaglia fu preso prigioniero. A seguito della morte di Carlo, Philippe aiutò a organizzare il fidanzamento della sua erede Marie con l'imperatore Massimiliano I. Verso la fine della sua vita fu impiegato dall'Imperatore come governatore di Valenciennes, luogotenente generale di Liegi e capitano generale di Hainaut. Philippe commissionò una notevole chiesa a Château-Porcien, in cui fu sepolto alla sua morte nel 1511.
Tra i figli di Philippe, Antoine, vescovo di Thérouanne premorì al padre e giace sepolto a Cipro. Più notevole fu Guillaume de Croÿ (1458-1521), (il cui nome è tradotto Guillermo de Xebres nei documenti spagnoli). In qualità di tutore di Carlo I di Spagna (in seguito imperatore Carlo V) Guillaume divenne un'eminenza grigia alla Corte spagnola durante la minore età del suo pupillo. Così ottenne per sé il titolo di marchese di Aerschot e duca di Soria e Archi. L'aristocrazia spagnola lo detestava poiché straniero, accusandolo di saccheggio del tesoro e altre irregolarità, provocando un'ondata di disordini civili nella Castiglia. Guillaume si recò alla Dieta di Worms, dove fu avvelenato il 28 maggio 1521, a quanto pare da nobili tedeschi impauriti della sua influenza sulla politica imperiale.
Il nipote ed omonimo di Guillaume, Guillaume III de Croÿ (1498-1521), fu educato a Lovanio con Juan Luis Vives un grande filosofo del tempo. Per quanto apparve poco probabile che egli sarebbe succeduto nelle terre di suo nonno, Philippe I, fu destinato alla Chiesa. Gli interessi di famiglia garantirono la sua rapida promozione: fu eletto vescovo di Cambrai a diciassette anni. Entro un anno, Carlo V conferì al suo giovane amico borgognone l'arcivescovado di Toledo, facendo di lui un cardinale e primate di Spagna. Questa mossa senza precedenti portò la Spagna sull'orlo di una guerra civile. Guillaume accompagnò suo zio e Charles a Worms, dove il 6 gennaio morì all'età di 22 anni, a seguito di una caduta da cavallo. La sua tomba è nel monastero Celestino di Lovanio, fondato da suo padre.

Il fratello maggiore di Guillaume III, Philippe II de Croÿ (1496 - 1549), succedette a suo padre nella contea di Porcéan nel 1514. Come il suo predecessore fu governatore di Hainaut e cavaliere maggiore dell'Ordine del Toson d'oro, ma è come generale di Carlo V che è meglio ricordato. Nel 1533 Carlo V creò Philippe ("nostro cugino", come lo designò) duca di Soria e Archi e Grande di Spagna di prima classe. In precedenza era diventato marchese di Renty e cambiò la signoria di Longwy in Normandia per quella di Havré, che i suoi discendenti avrebbero sviluppato come un covo di famiglia. La sua prima moglie fu sua cugina, Anne de Croÿ, principessa di Chimay. Morì nel 1539 e nove anni dopo Philippe sposò Anna di Lorena. Ebbe prole da entrambi i matrimoni. 

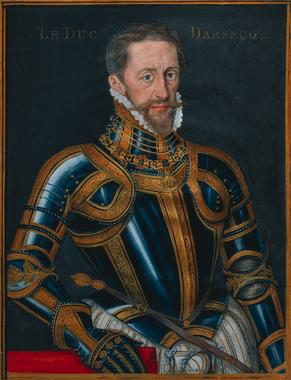
Philippe III de Croÿ, Duca di Arschot

Il figlio maggiore di Philippe II, Charles II de Croÿ (1522-51), ereditò il principato di Chimay da sua madre e succedette a suo padre come Duca di Aarschot. Fu assassinato due anni dopo a Quiévrain senza lasciare figli dal suo matrimonio con Luisa di Lorena-Guisa. Quindi Chimay e Aerschot passarono al secondo figlio di Philippe II, Philippe III.
Philippe de Croÿ, duca di Aerschot (1526-1595), fu creato 216° cavaliere dell'Ordine del Toson d'oro da Filippo II di Spagna. Nel 1567 suo cugino Antoine III de Croÿ, I principe di Porcéan morì senza lasciare figli dal suo matrimonio con Caterina di Cleves e il principato di Porcéan passò a Philippe. La sua devozione alla Chiesa cattolica, che egli espresse mostrando la sua soddisfazione per il massacro di San Bartolomeo, portò Filippo II a considerarlo con grande favore. Fu nominato governatore della cittadella di Anversa, ma disertò verso l'altro lato in breve tempo. Geloso dell'influenza di Guglielmo il Taciturno, fu poi a capo del partito che indusse l'arciduca Mattia (poi imperatore) ad assumere la sovranità dei Paesi Bassi e poco dopo fu nominato governatore generale delle Fiandre dal consiglio di stato. Un partito, forte tra i borghesi di Gand, diffidava del nuovo governatore, e Arschot, che fu fatto prigioniero durante una rivolta a Gand, fu rilasciato solo con la promessa di dimettersi dalla sua carica. Poi cercò di riconquistare il favore di Filippo di Spagna, ed essendo stato graziato dal re nel 1580 condivise nuovamente nel governo dei Paesi Bassi, ma egli rifiutò di servire sotto il Conte di Fuentes, quando divenne governatore generale nel 1594, e si ritirò a Venezia, dove morì nel dicembre del 1595.
A Philippe III succedette il suo unico figlio maschio, Charles III de Croÿ (1560-1612), che fu creato duca di Croÿ da Enrico IV di Francia nel 1598. Poiché Charles era senza figli il ducato di Arschot passò a sua sorella Anna de Croÿ che sposò Karl, Principe di Arenberg portando così Aarschot al Casato di Arenberg. Un'altra sorella, Marguerite, ereditò le signorie di Halewyn e Commines, che passarono a suo marito, Wratislaw, Conte di Fürstenberg.

## Ramo di Croÿ-Havré

### Prima linea
Charles Philippe de Croÿ (1549-1613) era figlio maggiore di Philippe II e della sua seconda moglie Anna di Lorena. Generale imperiale di successo, fu creato Principe del Sacro Romano Impero nel 1594. Era la prima volta che un semplice barone era ammesso tra i Principi dell'Impero.

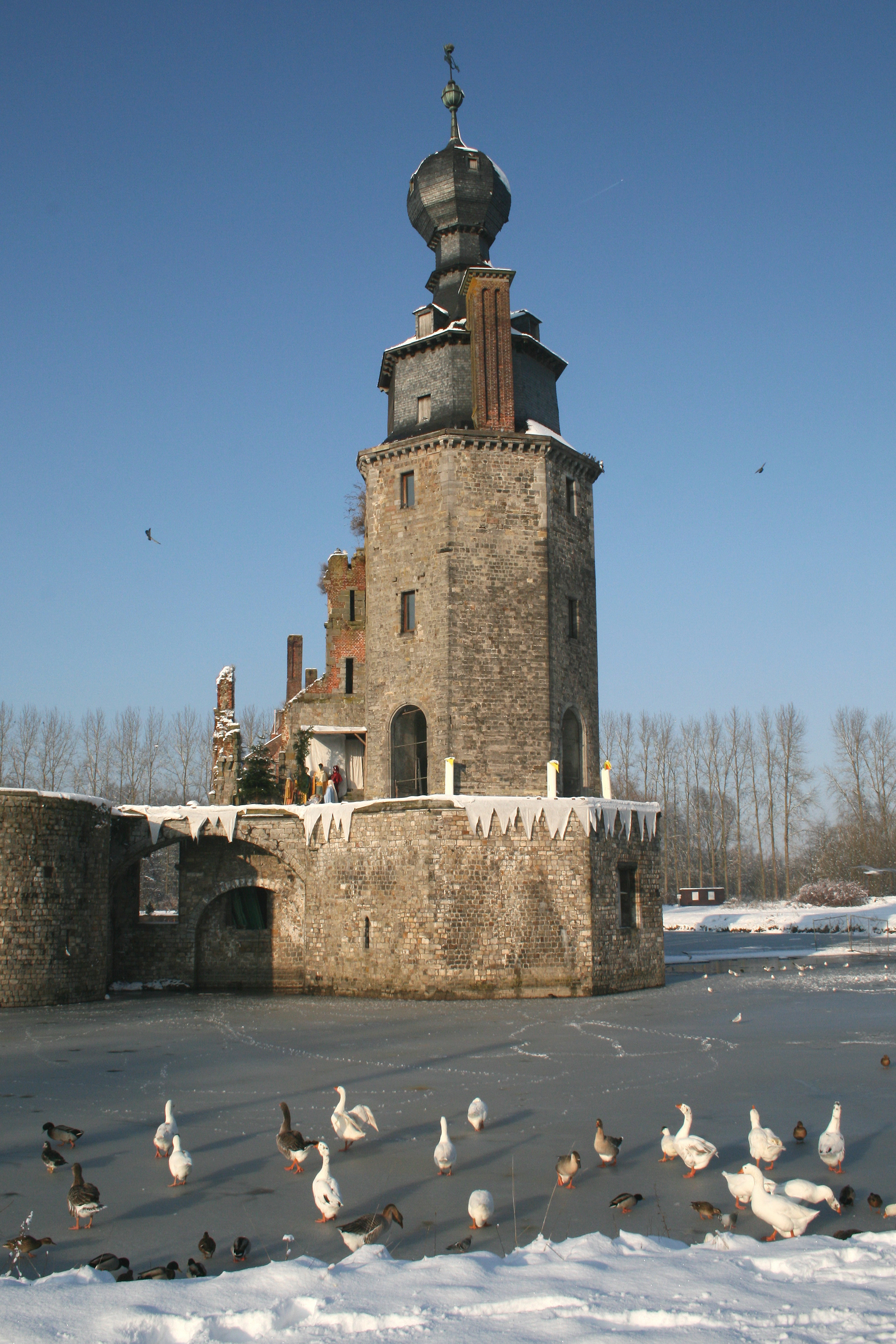
Il castello di Havré, una delle dimore del ramo di Croÿ-Havré

Charles Alexandre de Croÿ, marchese di Havré (1581-1624) era figlio del precedente. Ereditò il titolo di Principe di Croÿ da suo padre e il titolo di conte di Fontenoy da sua madre, Diane de Dompmartin, oltre a quello di Duca di Croÿ (fra i Parìa di Francia) dal cugino e cognato senza figli Charles II. Servì come maresciallo ereditario del Sacro Impero nella Battaglia di Praga e consigliò l'Arciduca Alberto d'Austria, governatore dei Paesi Bassi in qualità di suo ciambellano. Filippo III di Spagna lo creò Soprintendente delle Finanze e Grande di Spagna. La sua seconda moglie, la contessa Genevieve d'Urfe, è stata una grande bellezza nota per le sue molte liaison. Quando Charles Alexandre fu colpito a morte nel suo palazzo a Bruxelles il 5 novembre 1624, i cortigiani francesi incolparono Genevieve ed il suo amante, il Marchese di Spinola. Un uomo innocente fu condannato per questo motivo e fu murato in una fortezza fino a quando un vero colpevole ammise la sua colpa ad un confessore 32 anni dopo. I preziosi ricordi di Charles Alexandre non furono pubblicati fino al 1845.
Il nipote di Charles Alexandre, Ernst Bogislaw von Croÿ (1620-1684), ereditò il titolo ducale e principesco quando aveva appena quattro anni. Dato che suo padre morì un mese dopo la sua nascita, fu allevato da sua madre, la principessa Anna von Croÿ, conosciuta anche come Anna di Pomerania nella sua terra nativa, dove fu designato principe di Masovia e principe di Neugarten. Sebbene egli fosse destinato alla chiesa e avesse ricevuto la sede vescovile di Cammin a tempo debito, Ernst Bogislaw ebbe anche figli illegittimi da diverse amanti. Morì a Königsberg a 63 anni e fu sepolto nel Castello di Stolp (oggi Słupsk).

### Seconda linea
Marie Claire de Croÿ (1605-1664) fu l'unica figlia femmina di Charles Alexandre nata dal suo matrimonio con la principessa Yolande de Ligne. Sposò due suoi lontani cugini, Charles Philippe de Croÿ, Marchese de Renty (nel 1627) e in seguito suo fratello Philippe Francois de Croÿ, conte de Solre (nel 1643) al fine di evitare che i possedimenti della famiglia passassero a un'altra famiglia. Al tempo del suo primo matrimonio, Filippo III di Spagna, elevò il marchesato di Havré a ducato con Marie Claire come prima duchessa.
Dal suo primo matrimonio ebbe due figli - Philippe Eugène de Croÿ, religioso, e Marie Ferdinande, marchesa de Renty, moglie del conte di Egmond. L'unico figlio maschio nato dal suo secondo matrimonio, Ferdinand Francois Joseph de Croÿ-Solre, succedette al titolo ducale. Tra i suoi figli, Charles Antoine Joseph, il IV duca di Havré fu ucciso a Saragozza nel 1710; Marie Therese Josephe ebbe figli dal suo matrimonio con il langravio Filippo d'Assia-Darmstadt; e Jean-Baptiste de Croÿ, il V Duca, ebbe figli dal suo matrimonio con Marie Anne Césarine Lante Montefeltro della Rovere (figlia di Antonio Lante Montefeltro della Rovere, II duca di Bomarzo). Questa stirpe si estinse nel 1839 quando il VII Duca di Havré e Croÿ morì a Parigi a 95 anni, essendo sopravvissuto a tutti i suoi figli maschi. Sua figlia ed erede sposò un lontano cugino, Emmanuel de Croÿ-Solre, che succedette nei titoli e nei possedimenti.
La sorella del VII Duca, Louise Elisabeth de Croÿ-Havré (1749-1832), è meglio nota per i suoi libri di memorie sulla Rivoluzione francese e gli anni di emigrazione che seguirono. Intima amica della Regina Maria Antonietta, fu nominata da lei al posto vacante di Governante Reale con particolare attenzione al futuro Luigi XVII. Durante la Rivoluzione, fu imprigionata con la propria figlia e già pronto ad incontrare la ghigliottina un misterioso gentiluomo le fece uscire fuori clandestinamente dalla prigione. Dopo che uno dei suoi allievi salì al trono come Carlo X fu creata duchessa ereditaria di Tourzel per suo proprio diritto. Louise Elisabeth de Croÿ, I duchessa di Tourzel morì allo Château de Groussay il 15 maggio 1832.

## Ramo di Croÿ-Rœulx

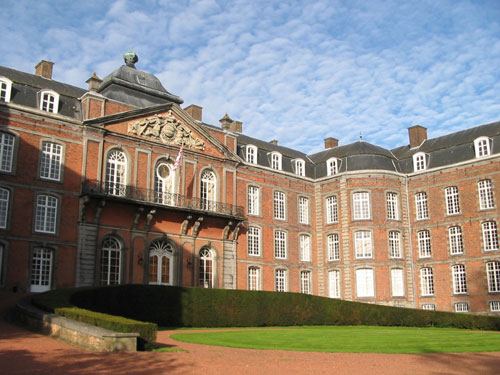
Château du Rœulx - una delle dimore del ramo di Croÿ-Rœulx

La linea dei conti di Rœulx discende da Jean III de Croÿ (1436-1505), secondo figlio maschio di Antoine le Grand, e fratello minore di Philippe I. In nipote di Jean III, Adrien de Croÿ, I conte de Rœulx, fu governatore di Fiandre e Artois prima della sua morte in un combattimento nel 1553. Sua nipote è ricordata come "La Bella Franchina", la bellissima amante di Alessandro Farnese.
Nel 1609 la linea maggiore dei Conti di Rœulxsi estinse e la contea passò al ramo cadetto rappresentato da Eustache de Croÿ (1608-73), governatore di Lilla e Douai. Il figlio di Eustache, Ferdinand Gaston Lamoral de Croÿ, succedette inaspettatamente al ducato di Croÿ nel 1684 quando il capo della casa, Ernst Bogislaw von Croÿ, morì a Königsberg. Dopo che il nipote di Ferdinand, il VI duca, morì senza figli a Le Rœulx nel 1767 la linea di Croÿ-Rœulx si estinse e il castello di Rœulx insieme al titolo ducale passò alla linea di Croÿ-Solre (vedi sotto).

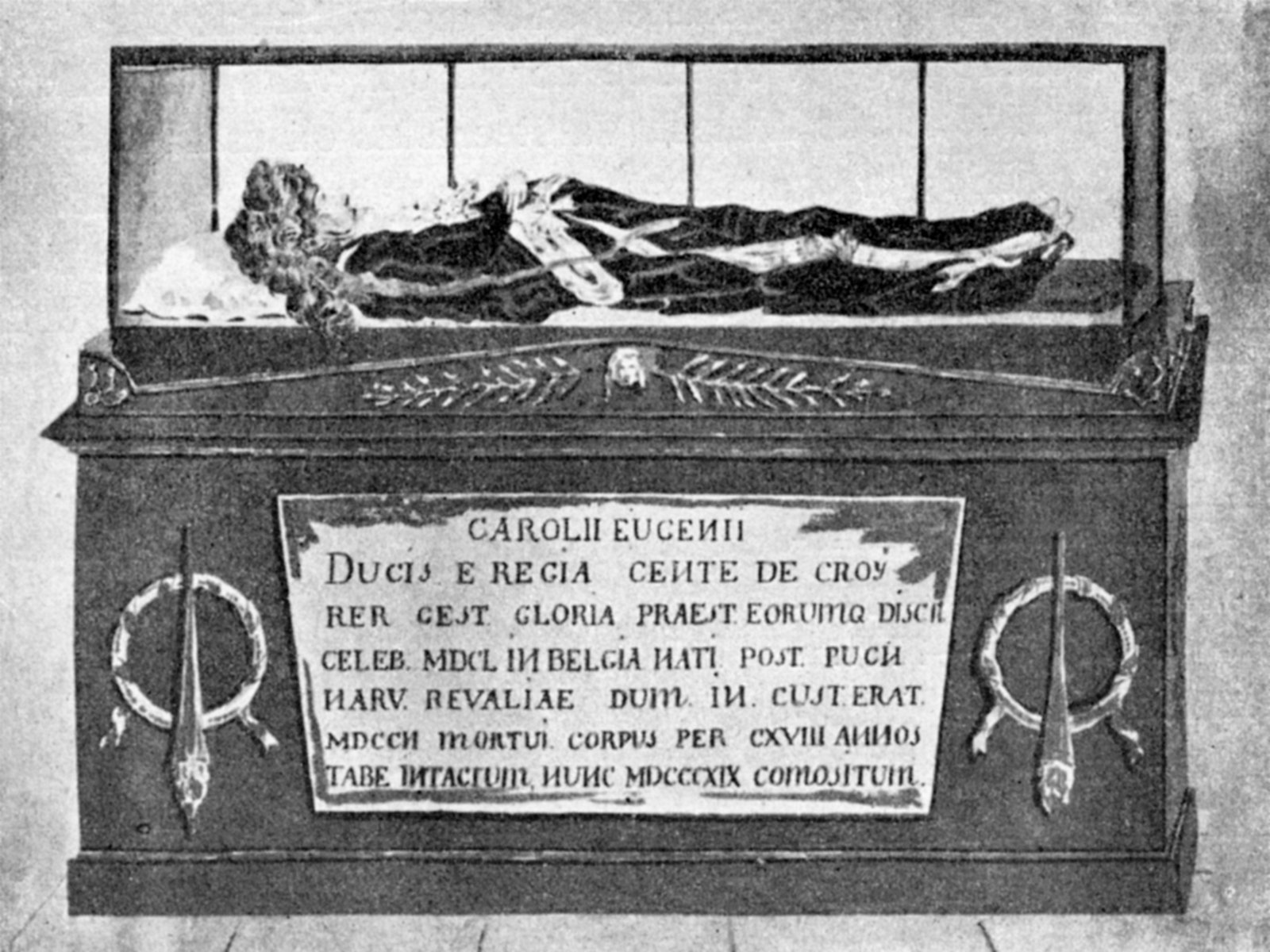
un disegno del XIX secolo della mummia de Croÿ nella chiesa di San Nicola a Tallinn.

Probabilmente il membro più famoso del ramo di Croÿ-Rœulx, fu il nipote di Eustache, Charles Eugène de Croÿ (1651-1702). Partecipò alla Battaglia di Lund contro gli svedesi prima di succedere nei titoli di suo padre di Principe di Croÿ-Millendonck nel 1681. Charles Eugène combatté con successo nell'esercito austriaco imperiale contro i turchi e partecipò sia alla liberazione di Vienna nel 1683 che all'attacco su Belgrado nel 1690. Fu promosso a Feldmaresciallo imperiale per i suoi vitali servigi alla corona austriaca. Nel 1697 entrò al servizio della Russia e fu messo a capo delle forze di Pietro I che combattevano in Livonia durante le fasi iniziali della Grande guerra del Nord. Dopo aver subito un'umiliante sconfitta nella battaglia di Narva, il 20 novembre 1700, Charles Eugène fu fatto prigioniero dagli svedesi e morì imprigionato nella loro fortezza di Reval il 30 gennaio 1702. Su richiesta dei suoi creditori, il suo corpo non fu sepolto per più di un secolo, e, quando si mummificò, fu esibito in una bara di vetro come una curiosità, con un biglietto di ingresso utilizzato per saldare i suoi debiti.

## Ramo di Croÿ-Solre

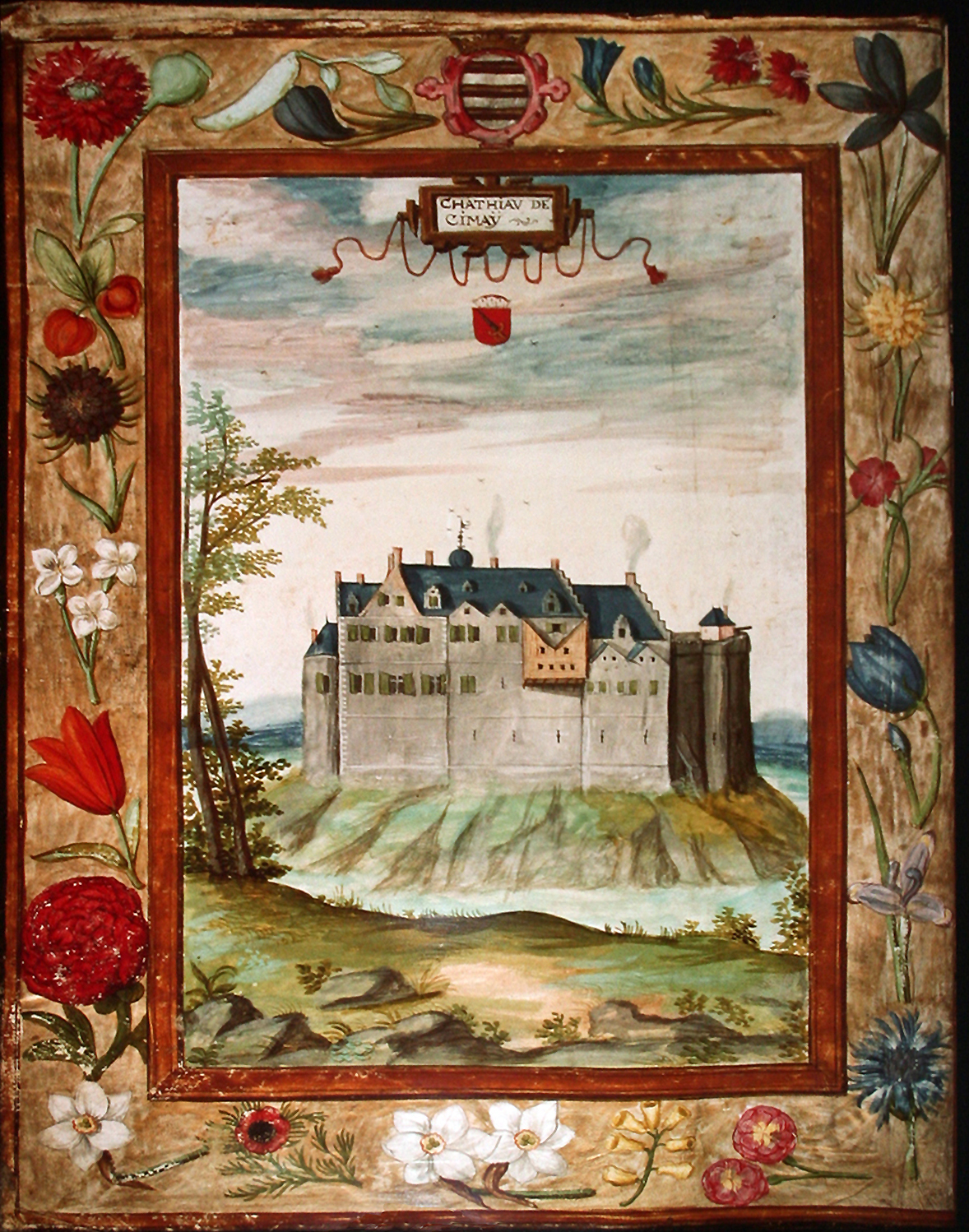
Castello di Chimay.

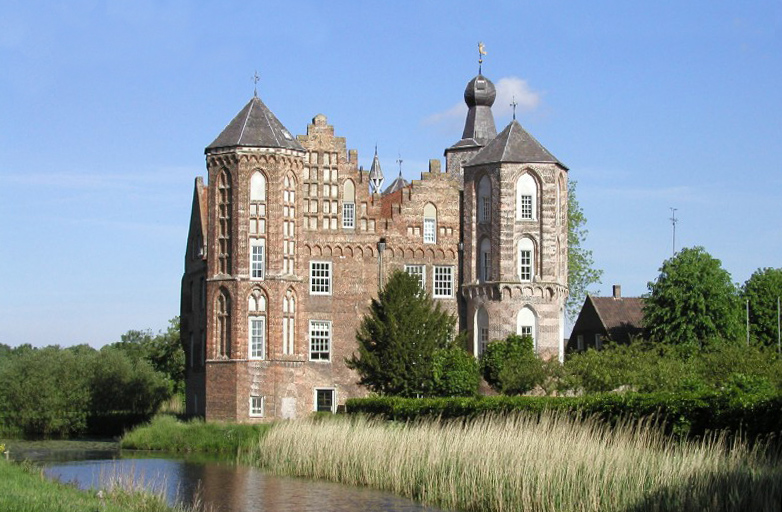
Castello di Croÿ nei Paesi Bassi.

### Origini
L'unica linea del Casato di Croÿ esistente ancora oggi, quella di Croÿ-Solre, discende dal fratello minore di Antoine le Grand, Jean II de Croÿ (1395-1473), che governò Hainaut e Namur in nome dei Duchi di Borgogna. I suoi domini erano concentrati nella città di Chimay, di cui divenne il primo conte. Nel 1430 fu creato uno dei numerosi primi cavalieri dell'Ordine del Toson d'oro.
Il nipote di Jean II, il Conte Charles de Croÿ-Chimay (1455-1527), si fece un nome nella Battaglia di Guinegate nel 1479. Succedette alla contea di Chimay nel 1482 e nei possedimenti di sua madre, una contessa di Mors-Saarwerden, diversi anni dopo. Nell'aprile 1486 l'imperatore Massimiliano elevò la contea di Chimay a principato e ammise Charles de Croÿ nella Dieta dell'Impero. Nel 1550 Charles fu convocato per prender parte al battesimo del futuro imperatore Carlo V, durante la cui minore età fu uno dei governatori. Il Principe di Chimay ebbe molti figli dalla moglie Louise d'Albret, sorella di Jean d'Albret, re di Navarra. Solo due figlie femmine raggiunsero l'età adulta, con Anne, che ereditò Chimay, e Marguerite, che ereditò Wavrin. La prima sposò un cugino, Philippe II de Croÿ, duca di Arschot (vedi sopra), e i loro figli succedettero nel principato di Chimay.
Jacques III de Croÿ-Sempy (1508-1587) era il bisnipote di Jean II e il nipote di Charles de Chimay. Fu attraverso sua madre, Louise di Lussemburgo che succedette nel feudo di Fontaine-l'Évêque nel 1529, ottenendo in seguito molte terre come dote da suoi tre matrimoni. L'ultima moglie, Yolande de Lannoy, portò i manieri di Molembais, Solre e Tourcoing al Casato di Croÿ. Il loro figlio Philippe fu il primo a foggiarsi del titolo di conte di Solre. Morì in Boemia nel 1612, lasciando due figlie e quattro figli, dei quali il maggiore succedette come II conte di Solre. Un figlio minore sposò la I duchessa di Havré, dando vita alla seconda linea di Croÿ-Havré, che si estinse nel 1839 (vedi sopra).

### Tempi moderni

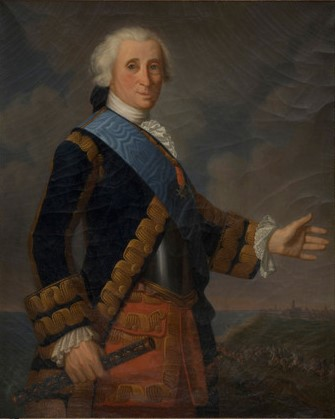
Anne Emmanuel Ferdinand François, VIII duca di Croÿ

Verso la fine del XVIII secolo, poiché altri rami della famiglia andavano estinguendosi, la linea di Croÿ-Solre accumulò un certo numero di titoli e possedimenti. Durante la Rivoluzione francese, Anne Emmanuel de Croÿ, VIII duca di Croÿ (1743-1803), trasferì la sua sede da Le Rœulx alla città di Dülmen in Vestfalia, in precedenza possedimento di sua moglie, una principessa di Salm-Kyrburg. Tra i suoi figli il principe Gustave Maximilien Juste di Croÿ (1772-1844)  diventò cardinale e arcivescovo di Rouen.

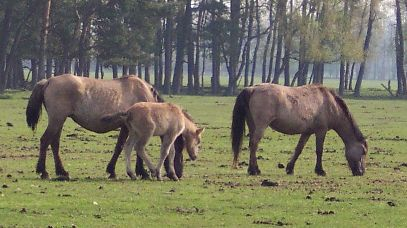
L'unica mandria selvaggia di Dülmen Pony oggi esistenti, di proprietà dei duchi di Croÿ

Un altro figlio, Augusto Luigi Filippo Emanuele di Croÿ, IX duca di Croÿ, meglio conosciuto come Le Bel Auguste (1765-1822), fu mediatizzato, in seguito allo scioglimento del Sacro Romano Impero, nella sua qualità di principe sovrano di Dülmen. Quando i Borbone furono restaurati sul trono di Francia, Augusto fu creato pari di Francia. Si unì ai suoi parenti nella conduzione di una causa contro un certo Claude Francois Crouy-Chanel, che aveva usurpato il nome, i titoli e lo stemma della Casata di Croÿ. Dai tre figli maschi di Augusto - Alfred, Ferdinand e Philipp Franz - discendono i tre rami esistenti del Casato di Croÿ che vivono in Germania e Francia.
Il 27 ottobre 1913, Karl Rudolf, XIII duca di Croÿ sposò Nancy Leishman, figlia dell'industriale di Pittsburgh John George Alexander Leishman, ambasciatore degli Stati Uniti in Germania ed ex presidente della Carnegie Steel. Nel 1974 Karl Rudolf morì e gli succedette il figlio Carl (m. 14 giugno 2011) XIV duca di Croÿ; Carl era sposato con la principessa Gabriella di Baviera, figlia del principe Ereditario Rupprecht di Baviera. Il loro primogenito Rudolf, il XV e attuale duca di Croÿ, è sposato con Aleksandra Miloradovič, della stirpe principesca Trubeckoj, hanno sei figli.

## Stemmi

Stemma originale
Jean I de Croÿ
Philippe de Croÿ
Jean II de Croÿ
Charles Philippe de Croÿ
Guillaume de Croÿ
Emmanuel de Croÿ
Croy-Solre-Dülmen